# BGL Luxembourg Open
El Torneig de Luxemburg, conegut oficialment com a BGL Luxembourg Open, és un torneig de tennis professional que es disputa anualment sobre pista dura al Centre d'Esports de Kockelscheuer de la Ciutat de Luxemburg, Luxemburg. Pertany als International Tournaments del circuit WTA femení.
El torneig es va crear l'any 1991 com a esdeveniment d'exhibició fins que el 1995 va entrar al circuit professional femení en la categoria de Tier III. Entre els anys 2005-07 fou promocionat a la categoria Tier II fins a l'actual. La tennista belga Kim Clijsters té el rècord individual amb cinc campionats.

## Palmarès

### Individual femení
| Any               | Campiona                                          | Finalista                                         | Resultat                                          |
| ----------------- | ------------------------------------------------- | ------------------------------------------------- | ------------------------------------------------- |
| WTA 250           |                                                   |                                                   |                                                   |
| 2021              | Clara Tauson                                      | Jeļena Ostapenko                                  | 6−3, 4−6, 6−4                                     |
| WTA International |                                                   |                                                   |                                                   |
| 2020              | Torneig suspès a causa de la pandèmia de COVID-19 | Torneig suspès a causa de la pandèmia de COVID-19 | Torneig suspès a causa de la pandèmia de COVID-19 |
| 2019              | Jeļena Ostapenko                                  | Julia Görges                                      | 6−4, 6−1                                          |
| 2018              | Julia Görges                                      | Belinda Bencic                                    | 6−4, 7−5                                          |
| 2017              | Carina Witthöeft                                  | Monica Puig                                       | 6−3, 7−5                                          |
| 2016              | Monica Niculescu                                  | Petra Kvitová                                     | 6−4, 6−0                                          |
| 2015              | Misaki Doi                                        | Mona Barthel                                      | 6−4, 6−7(7), 6−0                                  |
| 2014              | Annika Beck                                       | Barbora Záhlavová-Strýcová                        | 6−2, 6−1                                          |
| 2013              | Caroline Wozniacki                                | Annika Beck                                       | 6−2, 6−2                                          |
| 2012              | Venus Williams                                    | Monica Niculescu                                  | 6−2, 6−3                                          |
| 2011              | Viktória Azàrenka                                 | Monica Niculescu                                  | 6−2, 6−2                                          |
| 2010              | Roberta Vinci                                     | Julia Görges                                      | 6−3, 6−4                                          |
| 2009              | Timea Bacsinszky                                  | Sabine Lisicki                                    | 6−2, 7−5                                          |
| WTA Tier III      |                                                   |                                                   |                                                   |
| 2008              | Ielena Deméntieva                                 | Caroline Wozniacki                                | 2−6, 6−4, 7−6(4)                                  |
| WTA Tier II       |                                                   |                                                   |                                                   |
| 2007              | Ana Ivanović                                      | Daniela Hantuchová                                | 3−6, 6−4, 6−4                                     |
| 2006              | Alona Bondarenko                                  | Francesca Schiavone                               | 6−3, 6−2                                          |
| 2005              | Kim Clijsters (5)                                 | Anna-Lena Grönefeld                               | 6−2, 6−4                                          |
| WTA Tier III      |                                                   |                                                   |                                                   |
| 2004              | Alicia Molik                                      | Dinara Safina                                     | 6−3, 6−4                                          |
| 2003              | Kim Clijsters                                     | Chanda Rubin                                      | 6−2, 7−5                                          |
| 2002              | Kim Clijsters                                     | Magdalena Maleeva                                 | 6−1, 6−2                                          |
| 2001              | Kim Clijsters                                     | Lisa Raymond                                      | 6−2, 6−2                                          |
| 2000              | Jennifer Capriati                                 | Magdalena Maleeva                                 | 4−6, 6−1, 6−4                                     |
| 1999              | Kim Clijsters                                     | Dominique Van Roost                               | 6−2, 6−2                                          |
| 1998              | Mary Pierce                                       | Silvia Farina Elia                                | 6−0, 2−0, retirada                                |
| 1997              | Amanda Coetzer                                    | Barbara Paulus                                    | 6−4, 3−6, 7−5                                     |
| 1996              | Anke Huber                                        | Karina Habšudová                                  | 6−3, 6−0                                          |

### Dobles femenins
| Any               | Campiones                                         | Finalistes                                        | Resultat                                          |
| ----------------- | ------------------------------------------------- | ------------------------------------------------- | ------------------------------------------------- |
| WTA 250           |                                                   |                                                   |                                                   |
| 2021              | Greet Minnen Alison Van Uytvanck                  | Erin Routliffe Kimberley Zimmermann               | 6−3, 6−3                                          |
| WTA International |                                                   |                                                   |                                                   |
| 2020              | Torneig suspès a causa de la pandèmia de COVID-19 | Torneig suspès a causa de la pandèmia de COVID-19 | Torneig suspès a causa de la pandèmia de COVID-19 |
| 2019              | Coco Gauff Caty McNally                           | Kaitlyn Christian Alexa Guarachi                  | 6−2, 6−2                                          |
| 2018              | Greet Minnen Alison Van Uytvanck                  | Vera Lapko Mandy Minella                          | 7−6(3), 6−2                                       |
| 2017              | Lesley Kerkhove Lidziya Marozava                  | Eugenie Bouchard Kirsten Flipkens                 | 6−7(4), 6−4, [10−6]                               |
| 2016              | Kiki Bertens Johanna Larsson                      | Monica Niculescu Patricia Maria Țig               | 4−6, 7−5, [11−9]                                  |
| 2015              | Mona Barthel Laura Siegemund                      | Anabel Medina Garrigues Arantxa Parra Santonja    | 6−2, 7−6(2)                                       |
| 2014              | Timea Bacsinszky Kristina Barrois                 | Lucie Hradecká Barbora Krejčíková                 | 3−6, 6−4, [10−4]                                  |
| 2013              | Stephanie Vogt Yanina Wickmayer                   | Kristina Barrois Laura Thorpe                     | 7−6(2), 6−4                                       |
| 2012              | Andrea Hlaváčková Lucie Hradecká                  | Irina-Camelia Begu Monica Niculescu               | 6−3, 6−4                                          |
| 2011              | Iveta Benešová Barbora Záhlavová-Strýcová (2)     | Lucie Hradecká Iekaterina Makàrova                | 7−5, 6−3                                          |
| 2010              | Timea Bacsinszky Tathiana Garbin                  | Iveta Benešová Barbora Záhlavová-Strýcová         | 6−4, 6−4                                          |
| 2009              | Iveta Benešová Barbora Záhlavová-Strýcová         | Vladimíra Uhlířová Renata Voráčová                | 1−6, 6−0, [10−7]                                  |
| WTA Tier III      |                                                   |                                                   |                                                   |
| 2008              | Sorana Cîrstea Marina Erakovic                    | Vera Duixévina Maria Korítseva                    | 2−6, 6−3, [10−8]                                  |
| WTA Tier II       |                                                   |                                                   |                                                   |
| 2007              | Iveta Benešová Janette Husárová                   | Viktória Azàrenka Shahar Pe'er                    | 6−4, 6−2                                          |
| 2006              | Květa Peschke Francesca Schiavone                 | Anna-Lena Grönefeld Liezel Huber                  | 2−6, 6−4, 6−1                                     |
| 2005              | Lisa Raymond Samantha Stosur                      | Cara Black Rennae Stubbs                          | 7−5, 6−1                                          |
| WTA Tier III      |                                                   |                                                   |                                                   |
| 2004              | Virginia Ruano Pascual Paola Suárez               | Jill Craybas Marlene Weingärtner                  | 6−1, 6−7, 6−3                                     |
| 2003              | Maria Xaràpova Tamarine Tanasugarn                | Elena Tatarkova Marlene Weingärtner               | 6−1, 6−4                                          |
| 2002              | Kim Clijsters Janette Husárová                    | Květa Hrdličková Barbara Rittner                  | 4−6, 6−3, 7−5                                     |
| 2001              | Elena Bovina Daniela Hantuchová                   | Bianka Lamade Patty Schnyder                      | 6−3, 6−3                                          |
| 2000              | Alexandra Fusai Nathalie Tauziat                  | Lubomira Bacheva Cristina Torrens                 | 6−3, 7−6(0)                                       |
| 1999              | Irina Spîrlea Caroline Vis                        | Tina Križan Katarina Srebotnik                    | 6−1, 6−2                                          |
| 1998              | Elena Likhovtseva Ai Sugiyama                     | Larisa Neiland Elena Tatarkova                    | 6−7, 6−3, 2−0, retirada                           |
| 1997              | Larisa Neiland Helena Suková                      | Meike Babel Laurence Courtois                     | 6−2, 6−4                                          |
| 1996              | Kristie Boogert Nathalie Tauziat                  | Barbara Rittner Dominique Van Roost               | 2−6, 6−4, 6−2                                     |